# Druk Gyalpo

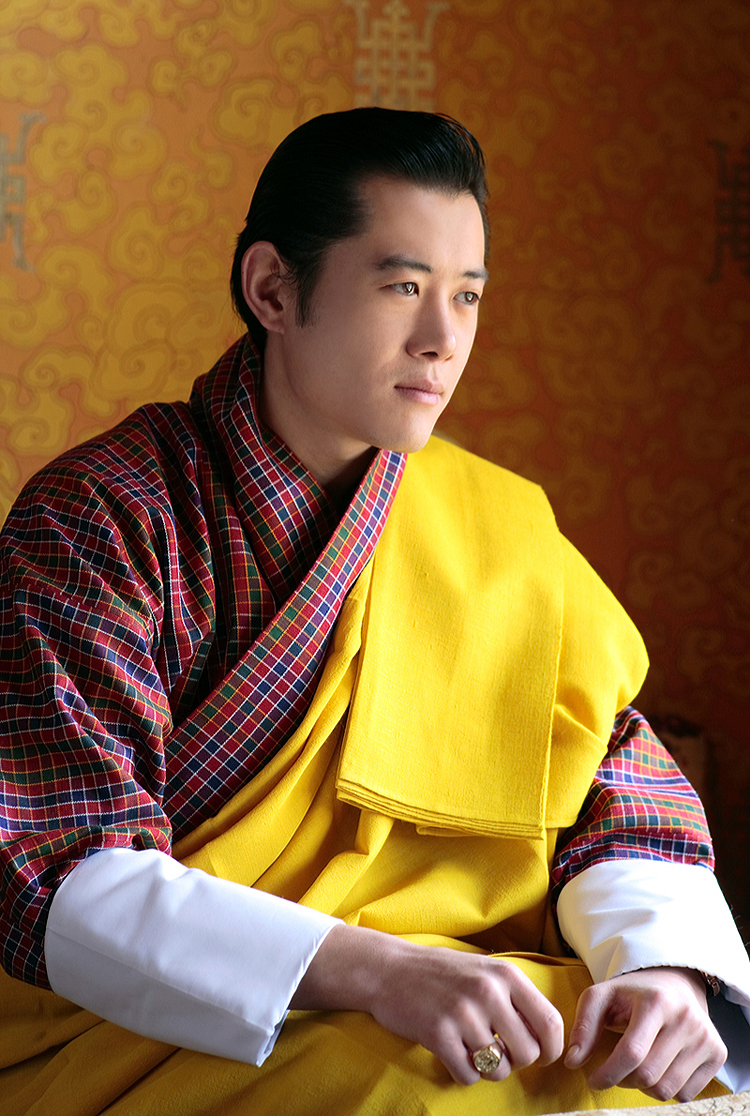
Le roi Jigme Khesar Namgyel Wangchuck en 2007

Le Druk Gyalpo (en dzongkha : འབྲུག་རྒྱལ་པོ་; littéralement : « roi-dragon ») est le roi du Bhoutan, chef de l'État et monarque du royaume, symbole de l'unité du pays et du peuple. Le Bhoutan est connu comme « Pays du dragon du tonnerre », raison pour laquelle les souverains sont appelés Druk Gyalpo,  tandis que le peuple bouthanais les appelle Drukpa, c'est-à-dire « dragon du peuple »
L'actuel roi du Bhoutan est Jigme Khesar Wangchuck. Il porte la « couronne corbeau », couronne officielle des rois du Bhoutan. Cinquième Druk Gyalpo, il est appelé Mi'wang 'Ngada Rimboche (« Sa Majesté ») et on s'adresse à lui en disant Ngada Rimboche (« Votre Majesté »)
Le roi Jigme Khesar était le plus jeune monarque régnant au monde lorsqu'il est monté sur le trône le 6 novembre 2008, après que son père, Jigme Singye Wangchuck, eut abdiqué en sa faveur. Il a épousé le 13 octobre 2011 Jetsun Pema.

## Tâches et pouvoirs
La Constitution confirme l'institution de la monarchie. Le roi est le chef de l'État et le symbole de l'unité du royaume et du peuple du Bhoutan. La Constitution établit le Chhoe-sid-nyi (double système de religion et de politique) du Bhoutan, unifié en la personne du roi qui, en tant que bouddhiste, est le défenseur du Chhoe-sid (religion et politique ; temporel et laïc). En outre, le roi est « le protecteur de toutes les religions du Bhoutan ».
Si le roi n'est pas responsable de ses actes devant un tribunal et sa personne est sacro-sainte, en revanche, il a pour mandat de « protéger et de faire respecter » la Constitution « dans l'intérêt supérieur et pour le bien-être du peuple du Bhoutan ».

### Prérogatives royales

Dessin de la « couronne corbeau » portée par le Druk Gyalpo du Bhoutan.

En vertu de la Constitution, dans l'exercice de ses prérogatives royales (et en tant que chef de l'État), le roi encourage les bonnes relations avec les autres pays en recevant des invités d'État et en effectuant des visites d'État dans d'autres pays. Il peut également décerner des titres, des décorations, par exemple le dar pour Lhengye et Nyi-Kyelma (remise d'un foulard rouge d'honneur qui confère à celui qui le porte titre de Dasho) conformément à la tradition et à la coutume. Parmi les prérogatives royales figurent également l'octroi de la citoyenneté, l'amnistie, la grâce et la réduction des peines, ainsi que le kidu (« avantage, allocation ») foncier et d'autres kidus.

### Nominations par le roi

#### Hauts fonctionnaires
En vertu de la Constitution, le roi nomme un nombre significatif de hauts fonctionnaires du gouvernement : les personnes nommées à la magistrature, l'auditeur général et les présidents des commissions de lutte contre la corruption, de la fonction publique et des élections sont titulaires du Bureau constitutionnel.
Le roi nomme la plupart des membres du pouvoir judiciaire supérieur : le président de la Cour suprême du Bhoutan et les Drangpons (juges associés) de la Cour suprême ; le président de la Cour suprême et les juges associés de la Haute Cour. Ces nominations judiciaires sont faites parmi les pairs des postes vacants, les juniors et les juristes éminents disponibles, en consultation avec la Commission nationale judiciaire. Les juristes de la Cour Dungkhag (tribunal de sous-district) ne sont pas nommés par le roi.
Sur la base de listes de noms recommandés conjointement par le Premier ministre, le président de la Cour suprême du Bhoutan, le président du Parlement, le président du Conseil national et le chef du parti d'opposition, le roi nomme également quatre types d’administration de haut niveau : le commissaire électoral en chef et les autres membres de la Commission électorale; le vérificateur général de l'Autorité royale de contrôle ; le président et les autres membres de la Commission royale de la fonction publique ; et le président et les autres membres de la Commission de lutte contre la corruption. Pour chacun de ces postes, le mandat est de cinq ans, mais sans que les personnes nommées puissent aller au-delà de l'âge de 65 ans.

#### Postes secondaires
Pour les nominations aux postes autres et moins importants, le roi se fonde l'avis d'autres instances. Il nomme les chefs des Forces de défense à partir d'une liste de noms recommandés par le Conseil de promotion des services. Sur recommandation du Premier ministre, le roi nomme le Procureur général du Bhoutan, le président de la Commission des salaires (par exemple pour la fonction publique, le Parlement, les services de la justice), le gouverneur de la Banque centrale du Bhoutan, le secrétaire du cabinet et les ambassadeurs et consuls bhoutanais.
C'est également sur recommandation du Premier ministre que le roi nomme également les dirigeants des gouvernements locaux (Dzongdags), et d'autres secrétaires du gouvernement. Le Premier ministre se fonde lui-même sur les recommandations de la Commission royale de la fonction publique qui, elle, se base sur le mérite et l'ancienneté ainsi que sur les règlements applicables. Le roi nomme les secrétaires généraux des Chambres respectives sur recommandation de la Commission royale de la fonction publique.

### Pouvoirs militaires
Le roi est également le commandant en chef suprême des forces armées et de la milice du Bhoutan

## Abdication volontaire / contrainte
La Constitution prévoit deux voies d'abdication pour les monarques régnants : volontaire ou forcée. Le roi peut renoncer à l'exercice de ses prérogatives royales, et cette renonciation peut être temporaire.
La Constitution prévoit que le roi doit abdiquer en cas de violation délibérée de la Constitution ou d'incapacité mentale permanente. Ces deux cas doivent faire l'objet d'une motion adoptée par une séance commune du Parlement. La motion d'abdication doit être déposée pour discussion lors d'une séance commune du Parlement (présidée par le président de la Cour suprême du Bhoutan) si au moins deux tiers du nombre total des membres du Parlement soumet une telle motion en indiquant son fondement et ses raisons. Le roi peut répondre à la motion par écrit ou en s'adressant à la séance commune du Parlement en personne ou par l'intermédiaire d'un représentant.
Si, lors de cette séance commune du Parlement, au moins trois quarts du nombre total des membres du Parlement adopte la motion d'abdication, alors une telle résolution est soumise au peuple lors d'un référendum national pour être approuvée ou rejetée. Si le référendum national est adopté dans tous les gouverneurs du royaume, le roi doit abdiquer en faveur de l'héritier présomptif.

## Liste desDruk Gyalpo
| Nom                            | Début du règne   | Fin du règne     | Date de mort    |
| ------------------------------ | ---------------- | ---------------- | --------------- |
| Ugyen Wangchuk                 | 17 décembre 1907 | 21 août 1926     | 21 août 1926    |
| Jigme Wangchuck                | 21 août 1926     | 24 mars 1952     | 24 mars 1952    |
| Jigme Dorji Wangchuck          | 24 mars 1952     | 21 juillet 1972  | 21 juillet 1972 |
| Jigme Singye Wangchuck         | 21 juillet 1972  | 15 décembre 2006 |                 |
| Jigme Khesar Namgyel Wangchuck | 6 novembre 2008  | en cours         |                 |